# Phaeolita extremalis
Phaeolita extremalis is een vlinder uit de familie van de spinneruilen (Erebidae). De wetenschappelijke naam van de soort is voor het eerst geldig gepubliceerd in 1912 door Barnes & McDunnough.